# Theloderma albopunctatum
Espèce
Synonymes
- Philautus albopunctatus Liu & Hu, 1962

Statut de conservation UICN

 DD  : Données insuffisantes
 (needs updating)
Theloderma albopunctatum est une espèce d'amphibiens de la famille des Rhacophoridae.

## Répartition et habitat
Cette espèce se rencontre en République populaire de Chine (au Tibet, au Yunnan et au Guangxi) au Laos et au Viêt Nam.
Elle vit dans la forêt tropicale humide de moyenne altitude et de montagne.

Des populations qui appartiennent soit à cette espèce soit à des espèces proches ont été observées :
- en Inde dans les États d'Arunachal Pradesh, d'Assam et de Nagaland ;
- en Birmanie ;
- au Cambodge ;
- en Thaïlande.

## Publication originale
- Liu & Hu, 1962 : A herpetological report of Kwangsi. Acta Zoologica Sinica, vol. 14, (Supplement), p. 73-104.